# Кузнецов, Игорь Никонович
Игорь Никонович Кузнецов (бел. Ігар Ніканавіч Кузняцоў) — белорусский военачальник, начальник Института национальной безопасности Республики Беларусь (2010—2014).

## Биография
14 июня 2002 года назначен начальником управления военной контрразведки Комитета государственной безопасности Республики Беларусь.
С 20 января 2005 года по 22 января 2010 года работал начальником управления КГБ Республики Беларусь по г. Минску и Минской области.
22 января 2010 года назначен начальником Института национальной безопасности Республики Беларусь.
В 2011 году, после проведения президентских выборов в Белоруссии 2010 года, которые Европейским союзом были признаны недемократическими, а также силового разгона акции протеста в Минске 19 декабря 2010 года, был включен в список белорусских государственных деятелей и чиновников, на которых ЕС были наложены санкции. В 2012 году Совет Европейского союза признал И. А. Бахматова ответственным за репрессивную работу КГБ против гражданского общества и демократической оппозиции.
23 мая 2014 года освобожден от должности начальника Института национальной безопасности Республики Беларусь и уволен с военной службы в запас.
C 16 мая 2017 года по настоящее время является заместителем председателя Белорусской федерации биатлона.
В 2017 году устроился на работу помощником директора ОАО «Стройтехпрогресс».